# Franciszek Peterek
Franciszek Peterek (ur. 29 stycznia 1868, zm. 8 maja 1944) – inżynier.

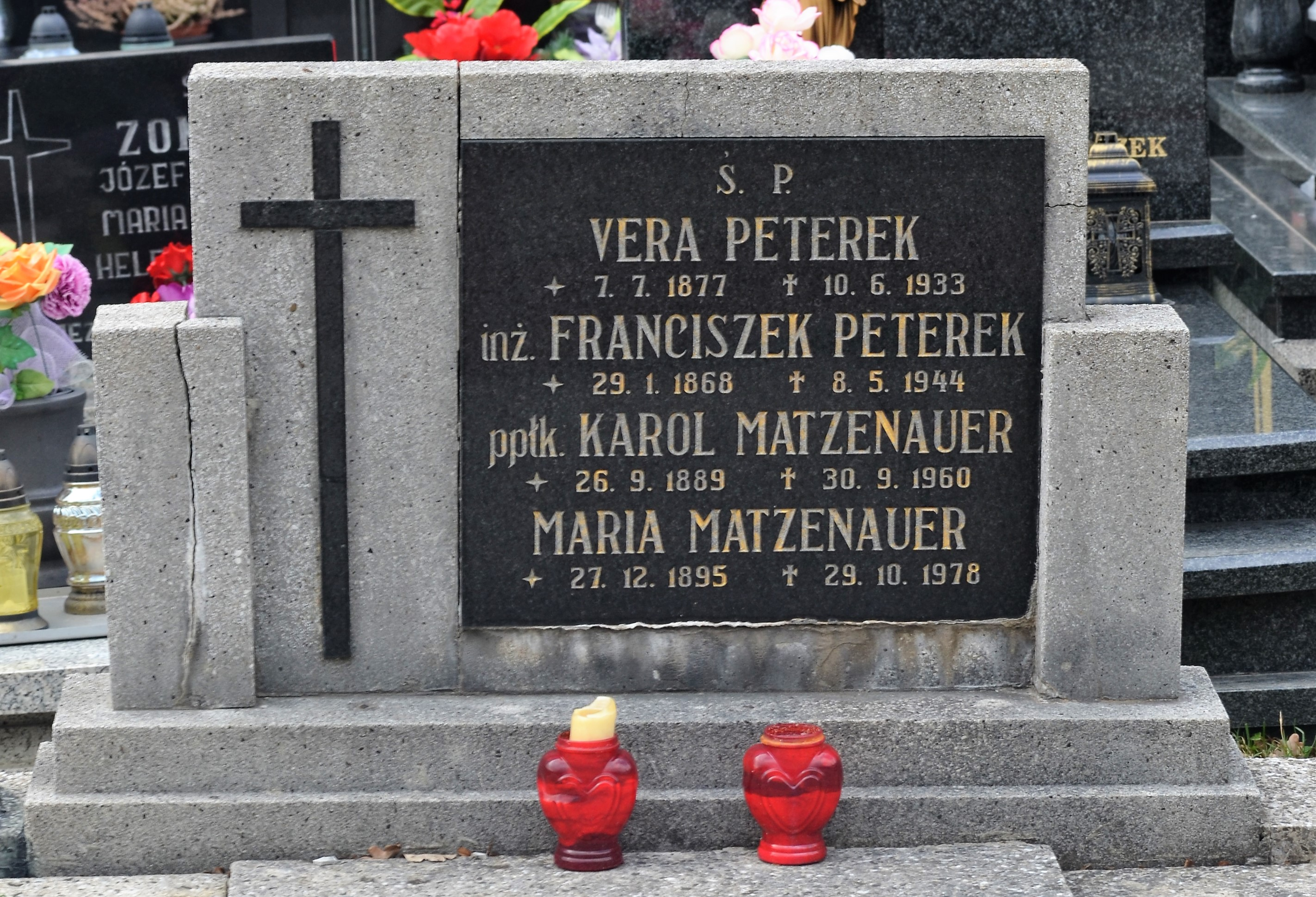
Grobowiec rodziny Franciszka Peterka

## Życiorys
Po zakończeniu I wojny światowej i odzyskaniu przez Polskę niepodległości w latach 20. II Rzeczypospolitej był dyrektorem Fabryki Maszyn i Wagonów w Sanoku. W latach 20. był radnym gminy Posada Olchowska, na obszarze której funkcjonowała ww. fabryka.
Był członkiem sanockiego gniazda Polskiego Towarzystwa Gimnastycznego „Sokół” (1920, 1921, 1922, 1924). W 1921, 1923, 1924 był powoływany na liście znawców z zawodu gospodarstwa wiejskiego dla oszacowania przedmiotów i gruntów, mogących ulec wywłaszczeniu dla kolei żelaznej oraz do wyznaczenia wynagrodzeń za wywłaszczenie praw wodnych. W 1929 był przewodniczącym rady Komunalnej Kasy Oszczędności powiatu sanockiego z siedzibą w Sanoku. Wspierał działalność Katolickiego Związku Młodzieży Rękodzielniczej i Przemysłowej w Sanoku.
Był żonaty z Verą Wilhelminą, z którą miał córkę Helenę (od 1926 zamężna z inż. Rudolfem Hannbeckiem) i Marię Verę (1895–1978, od 1922 zamężna z oficerem Wojska Polskiego, Karolem Matzenauerem). Został pochowany na cmentarzu w Jaworzu.